# Niccolò Maltraversi
Niccolò Maltraversi (1180 circa – Melfi, agosto 1243) è stato un vescovo cattolico e diplomatico italiano.
Resse la diocesi di Reggio Emilia dal 1211 alla morte, ma si distinse anche in altri incarichi, in particolare politici e diplomatici, al servizio dei pontefici.

## Biografia

### Origini
Non si conoscono i nomi dei suoi genitori e anche l'identificazione della famiglia è incerta.
I Maltraversi erano una casata nobile che attorno all'anno Mille si era divisa in due rami, l'uno residente a Padova, l'altro a Vicenza, ma non è chiaro a quale dei due appartenesse Niccolò. Salimbene de Adam crede provenisse dalla prima linea, ritenendolo verso il 1200 canonico della cattedrale di Padova; i legami della sua famiglia con la città euganea sono confermati in un passo dei Regesta di papa Onorio III relativo al marzo del 1222, quando il Maltraversi era già vescovo di Reggio Emilia.
C'è comunque chi lo ritiene vicentino: per Francesco Scipione Dondi dall'Orologio era dei Maltraversi conti di Montebello, mentre Giovanni Mantese lo identifica con un Niccolò canonico del capitolo della cattedrale di Vicenza, nominato nel 1204 da papa Innocenzo III prevosto.

### Episcopato a Reggio Emilia
Nel 1211 venne eletto vescovo della diocesi di Reggio Emilia.
Nel 1212 Innocenzo III lo nominò amministratore apostolico della diocesi di Vicenza (prova, forse, delle sue origini beriche) in seguito alla destituzione del vescovo Uberto per la sua cattiva gestione finanziaria. Il Maltraversi lavorò con difficoltà ai debiti della Chiesa vicentina e dovette cedere numerose proprietà, come si dimostra confrontando due elenchi dei possessi vescovili, l'uno contenuto in un diploma di Ottone IV (1210), l'altro in un documento analogo di Federico II (1220).
Nel frattempo, amministrava la diocesi di Reggio con grande zelo, dedicandosi particolarmente al capitolo e al clero del duomo. L'8 luglio 1213 approvò l'abolizione della carica di prevosto della cattedrale e il 15 settembre 1218 si impegnò perché fossero confermati tutti i beni spettanti al capitolo, stilandone una dettagliata lista. Questa politica di riforme fu apprezzata da Innocenzo III che il 25 settembre 1213 lo invitò all'abbazia di Santa Maria della Vangadizza per introdurvi rinnovamenti. Nel 1236 anche papa Gregorio IX lo chiamò ad assistere i canonici di Mantova che dovevano eleggere il nuovo vescovo. Su incarico dello stesso pontefice, nel 1238, mise mano ai monasteri di Marola e Santa Trinità di Campagnola, unendoli.
Durante il suo episcopato, venne costruita la chiesa di San Barnaba con l'annesso ospedale (1215), la canonica di Santo Spirito fuori le mura (1219), la chiesa di Santa Margherita e il convento del Gesù (oggi San Domenico, 1233); in quest'ultimo, è ancora conservata una lapide dove è qualificato come Nicolaus Maltraversius Vicentinus.
Fece inoltre riedificare di maggiori dimensioni il palazzo vescovile e si occupò delle chiese del contado, elargendo privilegi agli arcipreti di Caviano, Corliano, Campiliola e alla chiesa di Pratofontana. Al monastero di San Prospero assegnò nuove decime e confermò possedimenti e diritti.
Gli sono attribuite alcune monete emesse a Reggio. Sono caratterizzate al dritto dalla lettera N nel circondata dalla legenda + EPISCOPVS. Al rovescio + DE REGIO o + REGIVM intorno a un giglio araldico.

### Attività diplomatica
Per quanto riguarda gli incarichi diplomatici, nel 1214 fu inviato da Innocenzo III a Lucca dove, assieme al canonico Opizione, cercò di dirimere le liti tra i villaggi appenninici di Bologna e Pistoia attorno ai diritti su boschi, pascoli, pedaggi e altri privilegi. L'anno seguente fu presente al patto di fedeltà di Salinguerra II Torelli al papa. Sotto Onorio III collaborò con il cardinale Ugolino dei conti di Segni (il futuro papa Gregorio IX), legato pontificio presso varie città e principati italiani per rappacificarli e convincerli ad aderire alla quinta crociata. Per questa causa lavorò anche a livello materiale: un privilegium dell'11 febbraio 1218 attesta come il doge Pietro Ziani avesse noleggiato ai vescovi di Brescia e Reggio Emilia le navi necessarie al trasporto delle truppe in Terrasanta. Per quanto riguarda il piano meramente diplomatico, viaggiò accanto a Ugolino per la Toscana e la Lombardia, e si adoperò personalmente nelle diocesi di Vercelli, Parma, Ferrara e Bergamo, nonché nella propria. Il 21 ottobre 1224 Onorio III lo fece legato apostolico per la crociata, accompagnando la nomina a un accorato elogio.
Durante la collaborazione con Ugolino entrò in contatto con gli ambienti della Curia romana, guadagnandone la stima. Ebbe anche la riconoscenza di Federico II, con cui concluse diverse trattative: a partire dal 1231 fu infatti più volte chiamato dal papa a pacificare l'imperatore e le città della Lega Lombarda. Il 13-14 maggio 1232 presenziò al raggiungimento di un accordo tra il Barbarossa e la Lega con cui le due parti affidavano la risoluzione dei loro attriti all'arbitrato papale. Dal dicembre 1231 al marzo 1232 fu consigliere del sovrano, che risiedeva in quel periodo a Ravenna. Nel 1235 fu inviato a Verona dove, assieme al vescovo di Treviso, lavorò ancora al riconciliamento delle fazioni.
Grazie al favore dell'imperatore, ottenne da questi privilegi circa l'utilizzo delle acque del Secchia e dell'Enza e la possibilità di giudicare ogni lite nelle zone vicine entro quattro miglia. Ebbe inoltre la riconferma degli antichi privilegi del vescovo di Reggio Emilia, nonché il possesso del palazzo imperiale che il predecessore Pietro aveva ricevuto da Enrico VI nel 1195. Tra l'altro, ottenne il diritto di battere moneta, che mise in pratica nel 1233: in quell'anno vennero coniate un picciolo e un grosso, recanti sul recto la scritta "episcopus" e sul verso la scritta "de Regio" con un giglio; la zecca di Reggio Emilia era ancora attiva ad oltre un secolo di distanza dalla morte del Maltraversi.
Il 25 luglio 1243 papa Innocenzo IV lo inviò in missione a Melfi presso la corte di Federico per indurre l'imperatore a togliere l'assedio dai territori romani. La legazione era composta anche Guglielmo, vescovo di Modena, Guglielmo, abate di San Facondo, e Pietro da Collemezzo, arcivescovo di Rouen.
Il Maltraversi morì durante le trattative, venendo sepolto a Melfi. Il 24 agosto successivo il pontefice avocava a sé l'elezione del successore sulla cattedra di Reggio.